# Midlothian
Il Midlothian, o Lothian centrale (pronunciato mɪdˈloʊðiən, in scots: Midlowen, in gaelico scozzese: Meadhan Lodainn) è una delle 32 aree di consiglio della Scozia e una delle area di luogotenenza. Confina con la Città di Edimburgo, con l'East Lothian e con gli Scottish Borders.
Il Lothian centrale dà anche il nome a una più ampia contea tradizionale di registrazione, nella quale è inclusa anche Edimburgo. La contea era nota in passato come Edinburghshire.
L'area del Consiglio del Midlothian fu creata nel 1996, a seguito della Legge sul Governo Locale della Scozia del 1994, con i confini del distretto del Midlothian nella regione  del Lothian. Il distretto era stato creato nel 1975 con una legge del 1973, e consisteva delle contee di Midlothian (escluso il burgh di Musselburgh con le aree di Inveresk, Wallyford e Whitecraig che furono cedute all'East Lothian, i Calders (East Calder, Midcalder e West Calder) e la parte del Midlothian da Livingston al West Lothian, la divisione elettorale di Heriot e Stow cedute a Ettrick and Lauderdale della Regione dei Borders, oltre a Currie, Balerno, Ratho e Newbridge lasciate a Edimburgo.
Il nome compare nel celebre romanzo di Sir Walter Scott del 1818 The Heart of Midlothian, da alcuni considerato la sua opera migliore.

## Località
- Auchendinny
- Bilston, Bonnyrigg, Borthwick
- Carrington
- Dalkeith, Danderhall
- Easthouses
- Fala, Fushiebridge
- Gorebridge, Gowkshill
- Hillend, Howgate
- Lasswade, Leadburn, Loanhead
- Mayfield, Millerhill, Milton Bridge
- Newbattle, Newtongrange, Nine Mile Burn, North Middleton
- Pathhead, Penicuik
- Rosewell, Roslin
- Shawfair
- Silverburn
- Temple